# Nitrendipina
La nitrendipina è un principio attivo di indicazione specifica contro l'ipertensione, appartenente alla classe dei calcio-antagonisti e simile alla nicardipina.

## Indicazioni
È utilizzato come medicinale in cardiologia contro l'insufficienza cardiaca, ipertensione arteriosa, profilassi dell'arteriosclerosi e alcune forme di angina.

## Controindicazioni
Controindicata in casi di ipotensione arteriosa, bradicardia ed emorragia cerebrale. Da non utilizzare in caso di gravidanza o allattamento.

## Dosaggi
- Ipertensione, 20 mg al giorno

## Farmacodinamica
I bloccanti dei canali del calcio hanno il ruolo di interferire con il flusso di ioni calcio verso l'interno delle cellule attraverso i canali lenti della membrana plasmatica.
I calcioantagonisti hanno un'azione farmacologica predominante in tessuti dove il calcio regola la coppia eccitazione-contrazione, riducendo la contrattilità miocardica e di riflesso il tono vascolare diminuito e l'impulso elettrico che circola nel cuore può essere depresso, tali luoghi in cui i calcioantagonisti rivestono un ruolo importante sono le cellule miocardiche, cellule del sistema di conduzione del cuore e muscolatura liscia vascolare. Sono dei vasodilatatori arteriosi periferici e coronarici.

## Effetti indesiderati
Alcuni degli effetti indesiderati sono bradicardia, cefalea, dolore addominale, edema, vertigini, nausea, vomito, febbre, neutropenia, ipoglicemia, aritmie, affaticamento, vasculiti, ipotensione, broncospasmo, rash, mialgia, dispnea, ansia, dolore toracico, confusione, vampate, sudorazione.

## Stereochimica
La nitrendipina contiene uno stereocentro e consiste di due enantiomeri, in particolare due atropisomeri. Si utilizza come racemo, cioè una miscela in rapporto 1:1 delle forme ( R ) e ( S ):
| Enantiomeri di nimodipina | Enantiomeri di nimodipina |
| ------------------------- | ------------------------- |
| CAS-Nummer: 80890-07-9    | CAS-Nummer: 80873-62-7    |